# Хаген, Герман Август
Герман Август Хаген (нем. Hermann August Hagen, 30 мая 1817, Кёнигсберг — 9 ноября 1893, Кембридж, Массачусетс) — немецкий энтомолог.

## Биография
В 1836 году поступил студентом на медицинский факультет кенигсбергского университета, где, кроме лекций по медицине, слушал известных зоологов фон-Бэра и Зибольда. В 1839 г. молодой Герман Август отправился с профессором Ратке в Норвегию, Швецию и Данию для изучения морской фауны, а также энтомологических коллекций и библиотек этих стран. В 1840 г. — доктор медицины за диссертацию Synonymia Libellularum Europaearum.
Поработав научно в Берлине, Вене и Париже, Хаген в 1843 г. вернулся в родной город, где занимался врачебной практикой и в течение нескольких лет состоял первым ассистентом при хирургической клинике, в то же время принимая живое участие в общественных и городских делах. Несмотря на свои многосторонние занятия, опубликовал ряд выдающихся сочинений по энтомологии. С 1867 года заведовал энтомологическим отделением музея сравнительной зоологии в Кембридже, а с 1870 читал лекции в Гарвардском колледже в качестве профессора энтомологии.
В 1876 году Хаген отказался от лестного приглашения взять на себя заведование богатыми коллекциями берлинского естественноисторического музея и занялся обогащением и обработкой материалов кембриджского музея, биологические коллекции которого почти всецело основаны Xагеном. В 1863 году получил звание почётного доктора философии Кёнигсбергского университета, в 1887 году — звание доктора наук Гарвардского университета.
Как энтомолог, Xаген заслужил всеобщую известность преимущественно своими капитальными сочинениями о сетчатокрылых насекомых; он не только выработал принимаемую всеми систему этого отряда, но также монографически обработал многие его семейства и упорядочил ранее запутанную синонимику громадного числа видов. Помимо этих трудов, Xаген заслужил признание составлением своей «Bibliotheca entomologica», в которой собрал заглавия всех появившихся до 1862 г. работ и сочинений по энтомологии.

## Труды
- Uebersicht der neueren Litteratur betreffend die Neuropteren Linne’s (Stett. Ent. Zeit., 1848—1852);
- Revue de Odonates ou Libellules d’Europe (вместе с Сели де Лоншан, Mém. Soc. Sc. Liège, 1850);
- Die Entwicklung und der innere Bau von Osmylus (Linn. Entom., 1852);
- Monographie des Calopterygmes (вместе с Сели де Лоншан, Bull. Ac. Brux., 1853—1854);
- D. Singcicaden Europas (Stett. Ent. Zeit., 1855—1858);
- Monographie der Termiten (Linn. Entom., 1855—60);
- Die im Bernstein befindlichen Neuropteren (вместе с Питэ, Б., 1856);
- Synopsis of the described Neuroptera of North America, with a list of the South American Species (Вашингтон, 1861);
- Die fossilen Odonaten Solenhofens (т. 10-й «Палеонтографии» Мейера, 1862);
- Bibliotheca Entomologica, die Litteratur über das ganze Gebiet der Entomologie bis zum Jahre 1862 (Лейпциг, 1862—1863);
- Synopsis of the Odonata of Amerika (Proc. Boston Society Natur. Histor., 1875);
- Beiträge zur Kenntnis der Phryganiden (Verb. Z.-B. Ges. Wien, 1873);
- Synopsis of the Odonata of America (Boston Soc. Nat. H., 1875);
- Beiträge zur Monographie der Psociden (Stettin. Ent. Z., 1882—1883) и некоторые др.